# Nacha Pop
Nacha Pop fue un grupo musical español del Pop rock de los años 80, formado en medio de la entonces recién nacida movida madrileña. En su formación inicial participaron Antonio Vega y Nacho García Vega (guitarras y voces), Carlos Brooking (bajo) y Ñete (batería). Formado en 1978, tras desintegrarse el grupo Uhu Helicopter. 10 años más tarde se disolvió, aunque en 2007 resurgieron hasta 2009, año de la muerte de Antonio Vega.

## Historia
Nacha Pop publicó su primer disco, llamado como el grupo, en 1980. Fue producido por Teddy Bautista para Hispavox y grabado en los estudios de la compañía en la calle Torrelaguna de Madrid. El disco ya contenía el que sería el tema más conocido del grupo y una de las canciones más recordadas del pop español, Chica de ayer, compuesta por Antonio Vega.
El segundo disco, Buena disposición, grabado en 1982 y producido por ellos mismos, los certifica como uno de los grupos más punteros del panorama nacional, lo que los lleva a telonear a, entre otros, los Ramones o Siouxsie and The Banshees.
En 1983 firman con la discográfica DRO y editan el álbum Más números, otras letras, grabado por Jesus N. Gómez en el estudio Doublewtronics de Madrid, que incluía canciones como Luz de cruce o Agárrate a mi, y posteriormente un maxisencillo con el tema Una décima de segundo, otro de los temas estrella del grupo.
En 1985 fichan por una nueva discográfica, Polydor, en cuyos estudios de Madrid graban Dibujos animados. Con este álbum consiguen su primer número 1 en el programa radiofónico los 40 principales gracias al tema Grité una noche, compuesto por Nacho. Tras este trabajo, Ñete abandona el grupo por motivos personales y continua su trabajo de baterista con conocidos artistas de la escena española.
En 1987 publican su siguiente trabajo, también con Polydor y con la producción de Carlos Narea, El momento, que contiene temas como Lucha de gigantes, Desordenada habitación, No se acaban las calles, Vístete que alcanzó el número uno en las listas españolas o Persiguiendo sombras. Además de en España, el disco fue grabado también en Londres, Bruselas y Bochum.
En 1988 actúan en la Plaza de Toros México, en la Ciudad de México. Ese mismo año graban en la discoteca Jácara Plató de Madrid, en dos actuaciones, el disco en directo 80-88, que sirve como despedida del grupo y que se convertiría en el disco más vendido de la banda.
Tras la disolución del grupo, Nacho García Vega y Carlos Brooking forman, junto al bajista y productor Fernando Illán, el grupo Rico, que graba tres discos antes de su disolución. En 1995 y 2001, Nacho publica sendos trabajos en solitario.
Por su parte, Antonio Vega comienza una exitosa carrera como solista con las discográficas Pasión, Polydor y EMI-Capitol.
A finales del 2004 se edita en DVD el último concierto que diera la banda dieciséis años antes. También se reeditan en CD los discos Dibujos animados, El momento (nunca antes editado en CD) y 80-88.
El 8 de mayo de 2007, el grupo anuncia su regreso con una gira que comienza el 30 de junio en Ávila y termina el 26 de octubre en Madrid. La nueva banda está formada por Antonio Vega y Nacho García Vega acompañados por músicos con los que han tocado desde la disolución de Nacha Pop (Goar Iñurrieta -guitarra- , Fernando Illán -bajo-, Angie Bao -batería- o Basilio Marti y Nacho Lesco-teclados-).
En 2009 Nacho García Vega y Antonio Vega comienzan a grabar los temas de lo que sería el próximo álbum de estudio de Nacha Pop. Temas como "Hazme el favor", quedan registrados para la posteridad ya que debido a la enfermedad de Antonio el álbum no llega a ser grabado por completo.
El 12 de mayo de 2009 fallece Antonio Vega Tallés a causa de un cáncer de pulmón que le habían diagnosticado pocos meses antes.
Nacho García Vega, Ñete y Carlos Brooking se juntaron de nuevo como Nacha Pop en el concierto-homenaje a Antonio Vega el 9 de abril de 2010 en el Palacio de los deportes de Madrid.
- Nuevo Nacha Pop, 2012 actualidad.

En 2012, Nacho García Vega retoma el grupo con otros músicos para dar conciertos, interpretando los éxitos del grupo.
En 2015, Nacha Pop empiezan a grabar su último trabajo de estudio que incluye pistas grabadas por Antonio antes de su muerte, temas interpretados por Nacho García Vega, así como colaboraciones del otro miembro fundador, Carlos Brooking, saliendo al mercado en 2017 con el nombre de Efecto Inmediato.

## Miembros

### Miembros oficiales
- Antonio Vega†: Voz y guitarra (1978-1988/2007-2009)
- Nacho García Vega: Voz y guitarra (1978-1988/2007-2009/2010*/2012)
- Carlos Brooking: Bajo (1978-1988/2010*)
- Ñete: Batería (1978-1985/2010*)
- Ángel Novillo: Batería (2017-2019*)[1]
- Jesús Novillo: Bajo(2018-2019*)[2]

### Músicos de estudio
- Sergio Castillo: Batería (1986-1988)
- Teddy Bautista: Teclados (1980)
- Ana Curra: Teclados en "Reflejo de ti" (1982)
- Fabian Von Quintiero: Teclados (1983)
- Agustín Segarra: Teclados en "Tragaluz" (1982)
- Paco Musulén: Teclados en "No puedo mirar" y "Como hasta hoy" (1983)
- Esteban Hirschfeld: Teclados (1983-1984)
- Teo Cardalda: Teclados en el EP "Una décima de segundo" (1984)
- Mike Herting: Teclados (1987)
- Manolo Villalta: Teclados (1988)
- Marco Rosa: Bajo en "Enganchado a una señal de bus" "Sin conversación" "Una décima de segundo" "Escala real" "Magia y precision" "Pagas caro mi humor" (1983-1985)
- Fernando Illán: Bajo (1988)
- Arturo Soriano: Saxofón (1988)

### Tour 80-08 Reiniciando
- Goar Iñurrieta: Guitarra y coros (2007-2009)
- Basilio Martí: Teclados, órgano y piano (2007-2009)
- Nacho Lesco: Teclados, percusión y coros (2007-2009)
- Fernando Illán: Bajo (2007-2009)
- Anye Bao: Batería (2007-2009)

## Discografía

### Discos de estudio
- Nacha Pop (EMI-Hispavox, 1980)
- Buena disposición (EMI-Hispavox, 1982)
- Más números, otras letras (DRO-Warner, 1983)
- Dibujos animados (Polydor-Universal, 1985)
- El momento (Polydor-Universal, 1987)
- Efecto inmediato (2017).

### EP
- Una décima de segundo (DRO-Warner, 1984)

### Discos en directo
- 80-88 (Polydor-Universal, 1988)
- Tour 80-08 Reiniciando (2008)
- Concierto-homenaje a Antonio Vega el 9 de abril de 2010 en el Palacio de los deportes de Madrid. (CD/DVD)

### Recopilaciones
- Bravo (1996). Editado sólo en México
- Lo mejor de Nacha Pop, Rico y Antonio Vega (1997)
- Un día cualquiera. Colección de canciones (2003)
- La más completa colección (2005)

## Sencillos
- Chica de ayer  (1980)
- Déjame algo   (1981)
- El sueño   (1981)
- Quiero estar mejor   (1981)
- Juego sucio   (1982)
- No puedo mirar   (1983)
- Agárrate a mí   (1983)
- Sonrisa de ganador   (1983)
- Una décima de segundo  (1984)
- Grité una noche  (1985)
- Sácame   (1986)
- Vístete  (1987)
- Desordenada habitación  (1987)
- Lucha de gigantes  (1987)
- Lágrimas al suelo   (1987)
- No se acaban las calles   (1987)
- Persiguiendo sombras   (1987)
- Nadie puede parar   (1988)
- Lo que tú y yo sabemos   (1988)

## Filmografía
- A tope (Ramón Fernández, 1984)
- Un día cualquiera: visiones del ayer (DVD, 2003)
- 80-88 (DVD, 2004)
- Tour 80-08 Reiniciando (DVD, 2008)